# Учешће лаика у суђењу
Под учешћем грађана у суђењу подразумева се такав систем суђења, најчешће у кривичним стварима, у коме, поред професионалних судија, у обављању судијске функције повремено учествују и грађани, уз неко своје друго занимање.

## Основни појмови
- Судије-поротници су грађани који учествују у кривичном поступку а који заједно са професионалним судијама чине једно судско веће и равноправно одлучују о чињеничним и правним питањима а судије поротници су у већима увек у већини
- Поротници чине посебно, одвојено и самостално тело од професионалних судија и одлучују само о чињеничним питањима
- Професионалне судије су професионални, плаћени и за судијску функцију образовани грађани које на ту позицију постављају одговарајући надлежни органи.

Требало би још напоменути да се у неким земљама, истина ретко, могу видети примери судија појединаца-лаика, где функцију судије појединца (што је обично резервисано за професионалне судије) обављају лаици, обично уз помоћ правних експерата и у мање компликованим случајевима.

## Историјат
Према расположивим подацима учешће обичних грађана, тада још увек само припадника неке заједнице, у суђењима датира још у праисторијски период. Тадашња суђења су била велика окупљања чланова заједнице због кршења одређених правила, и завршавала су се вероватно заједничким пресуђивањем. Овакав систем ће се временом мењати, али ће га у донекле сличном облику задржати и варварска племена по доласку у Европу.
Немерљиво развијенији систем учешћа грађана и суђења уопште јавља се у старој Атини и Риму. У Атини је врховни орган био велики поротни суд, хелиеја, а у стари Риму су обични грађани били дуго главни арбитри, што ће се променити у доба принципата и домината са великим развојем државног и бирократског апарата.
Средњи век донео је осцилације у учешћу грађана. Рано германско право даје значајну улогу лаицима, члановима племена, али развој држава доводи, слично Риму, до нових, инквизиционих поступака. Независно од тога, у Енглеској се на основама германског права развија порота, која постаје једна од главних карактеристика англосаксонског система права.
Француска револуција и 19. век доносе враћање учешћа лаика у суђење, прво кроз прихватање пороте, а потом и кроз развој скабинског система суђења са судијама-поротницима као главним. Учешће лаика у суђењу постаје доминантно у 20. веку у читавој Европи и великом делу света, а честа су решења која комбинују и судије-поротнике и пороту. Енглеска је уз то развила и разгранат систем судија-појединаца лаика, који се јавља још понегде али нигде толико развијен. Пад комунизма утицао је на враћање одређених земаља (попут Русије) на стару традицију учешћа грађана у суђењу.

## Скабински систем
Скабински систем суђења карактерише то да лаици и професионалне судије седе у истом већу и да одлуке доносе заједнички и на равноправној бази. Грађани који учествују у суђењу обично се називају судије-поротници или судије лаици, и по правилу немају правничко образовање, а могу имати одређена знања која су од значаја за случај.
Скабински систем носи име по скабинима, судијама из периода раног германског права, а читав систем суђења се и развио на територији немачких држава да би се касније проширио и другде. Већина европских земаља данас има скабински систем суђења, али се он у великом броју земаља комбинује са поротним или са судијама појединцима професионалцима. Критеријум за то који ће систем суђења бити примењен обично је висина запрећене казне у конкретном случају.
У Републици Србији у примени је скабински систем суђења, с тим да случајеве са нижим запрећеним казнама (до 3, а негде и до пет година казне затвора) суде судије појединци.

## Поротни систем суђења
Поротни систем суђења доминантан је у земљама англосаксонске правне традиције, а присутан је и у континенталним земљама Европе и другде, али у различитом обиму и начину примене. Централни елемент овог система је порота, обично састављена од насумично изабраних 6-24 поротника, који пре свега одлучују о фактичким питањима случаја, попут кривице окривљеног. Правна питања (попут изрицања санкције окривљеном) и вођење поступка се препушта професионалним судијама, најчешће појединцу.
Овакав систем суђења има унеколико различите варијанте у различитим земљама, али је суштински исти у земљама бивше британске империје. Најпознатије земље које примењују поротни систем су Енглеска, САД, Канада, Аустралија, али је занимљиво истаћи да у тај круг земаља од почетка 90-их година спада и Руска Федерација.